# Opération Warp Speed
Pour les articles homonymes, voir Warp Speed.
L'Opération Warp Speed (OWS) est un partenariat public-privé du gouvernement fédéral des États-Unis pour faciliter et accélérer le développement, la fabrication et la distribution de vaccins thérapeutiques contre la Covid-19 (volet ACTIV), et d'outils et tests de diagnostics (volet RADx).
Elle a été présentée au début d'avril 2020,,, après une table ronde avec des dirigeants de l'industrie à la Maison-Blanche le 2 mars. Elle devrait favoriser la production de masse de plusieurs vaccins sur la base de preuves préliminaires permettant une distribution plus rapide si les essais cliniques confirmaient que l'un des vaccins serait sûr et efficace. Le plan anticipe que certains de ces vaccins ne s'avéreront ni sûrs ni efficaces, ce qui rendra le programme plus coûteux que le développement d'un vaccin classique, mais conduira potentiellement à la disponibilité d'un vaccin viable plusieurs mois plus tôt que les délais habituels. Le 27 mars, le Congrès des États-Unis alloua près de dix milliards de dollars pour l'opération Warp Speed via le CARES Act (en) avec 6,5 milliards de dollars promis par le Congrès pour le développement de contre-mesures via BARDA, avec trois milliards de dollars pour la recherche dans les National Institutes of Health.
L'Opération Warp Speed est un programme interinstitutions qui comprend des composantes du département de la santé et des services sociaux, notamment les Centers for Disease Control and Prevention, la Food and Drug Administration, les National Institutes of Health et la Biomedical Advanced Research and Development Authority ; le département de la Défense ; des entreprises privées ; et d'autres agences fédérales, notamment le département de l'Agriculture, le département de l'Énergie et le département des Anciens combattants.

## Histoire
Révélée par la presse le 29 avril 2020, le président Donald Trump annonça l'Operation Warp Speed, un partenariat public-privé, le 15 mai 2020,. Elle vise à coordonner les efforts existants au département de la Santé et des Services sociaux, y compris le partenariat NIH ACTIV pour le développement de vaccins et de traitements (accelerating covid-19 therapeutic interventions and vaccines), et l'initiative NIH RADx (rapid acceleration of diagnostics) pour le développement de diagnostics, et le travail du Biomedical Advanced Research and Development Authority (BARDA).
La Food and Drug Administration annonça le 30 juin 2020 que le vaccin devrait être efficace à au moins 50 % pour obtenir son approbation, en diminuant au moins la gravité des symptômes de la Covid-19.
Quelques mois avant la pandémie de la Covid-19, le White House Council of Economic Advisers prépara un rapport à la demande de l'équipe de biodéfense du Conseil de sécurité nationale. Le rapport invitait avec force le gouvernement fédéral des États-Unis à soutenir les partenariats privés et publics pour permettre une approbation et une production plus rapides des vaccins pendant une pandémie.

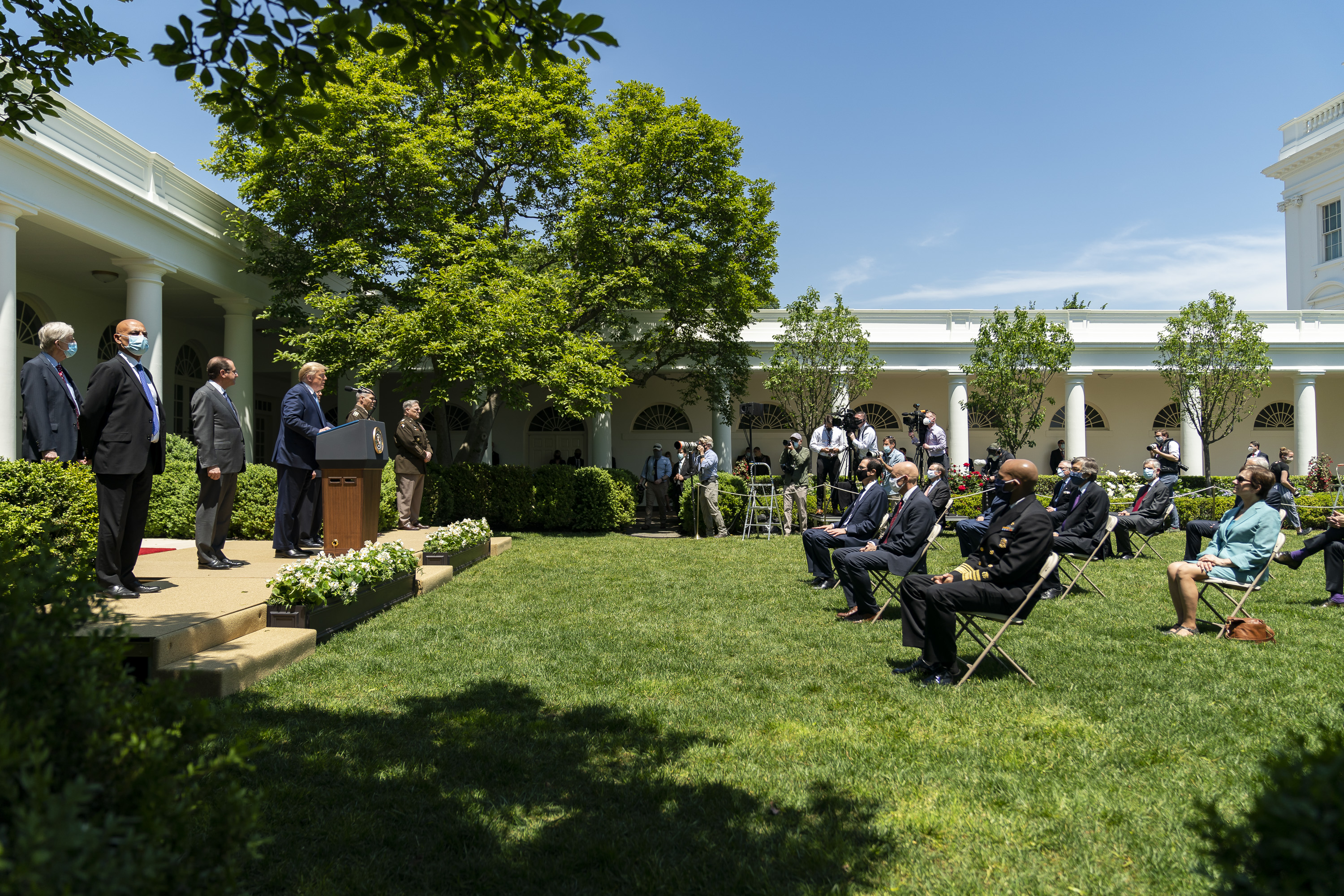
Le président Donald Trump annonce officiellement l'opération Warp Speed le 15 mai 2020 dans la roseraie de la Maison-Blanche.

## Leadership et budget
Après Rick Bright, le directeur du BARDA fut réaffecté le 22 avril ou vers cette date, à la suite de sa résistance « aux efforts de financement de médicaments potentiellement dangereux promus par ceux qui ont des liens politiques »,, Moncef Slaoui fut nommé en mai par l'administration Trump comme Conseiller en chef de Operation Warp Speed. Slaoui est chercheur en vaccins et, auparavant, président de Global Research and Development et président de Global Vaccines chez GlaxoSmithKline, où il dirigea le développement de cinq nouveaux vaccins majeurs. Le général Gustave F. Perna (en), qui servit comme commandant général de l'Army Materiel Command, fut nommé Directeur de l'exploitation de l'Operation Warp Speed. Le projet incorpora d'autres scientifiques, médecins et officiers militaires impliqués dans la gestion des domaines clés de développement, de fabrication et de distribution. Le projet dispose d'un budget de dix milliards de dollars, avec des fonds supplémentaires alloués par BARDA.

## Entreprises bénéficiant d'un financement de recherche
En août, huit entreprises furent sélectionnées pour un financement d'environ onze milliards de dollars afin d'accélérer le développement et la préparation de la fabrication de leurs vaccins candidats respectifs,.
Les entreprises sont :
| Nom                                            | Montant (en milliards de dollars) | Date annoncée   | Candidat vaccin           | Remarques |
| ---------------------------------------------- | --------------------------------- | --------------- | ------------------------- | --- |
| Johnson & Johnson (Janssen Pharmaceutical),    | 1                                 | 5 août 2020     | Ad26. COV2-S              | Cela s'ajoute aux 456 millions de dollars accordés par le gouvernement en mars 2020,. |
| AstraZeneca - université d'Oxford et Vaccitech | 1,2                               | 21 mai 2020     | AZD1222                   | |
| Moderna,                                       | 1,53                              | 11 août 2020    | mRNA-1273                 | Le gouvernement avait déjà accordé à Moderna deux subventions de 483 millions de dollars et 472 millions de dollars. Les 1,53 $ annoncés le 11 août portent l'investissement total à 2,48 milliards de dollars. |
| Novavax                                        | 1,6                               | 7 juillet 2020  | NVX-CoV2373               | |
| Merck et IAVI,                                 | 0,038                             | 15 avril 2020   | V590                      | V590 est la collaboration de Merck avec IAVI. Merck a un autre candidat vaccin, le V591, qu'elle a acquis en mai 2020 avec Themis.                                                                              |
| Sanofi et GlaxoSmithKline                      | 2,1                               | 31 juillet 2020 | Aucun nom en octobre 2020 | |

Les entreprises financées indirectement comprennent :
- Vaxart (en collaboration avec Emergent BioSolutions)[32] ;
- Inovio[33],[34].

En octobre 2020, l'opération Warp Speed avait « dépensé moins d'un milliard de dollars pour soutenir le développement et la fabrication de trois traitements par anticorps monoclonaux, contre près de 10 milliards de dollars pour six vaccins »,.
Regeneron devait recevoir 450 millions de dollars pour développer et fournir une thérapie aux anticorps monoclonaux (en), comme l'a annoncé le gouvernement le 7 juillet 2020.
Le 16 novembre 2020, Moderna fit l'annonce de données préliminaires de son essai clinique de phase III (en), indiquant une efficacité de 94 % dans la prévention de l'infection à la Covid-19. Les effets secondaires comprenaient des douleurs au point d'injection, de la fatigue, des douleurs musculaires et des maux de tête. Les résultats de Moderna n'étaient pas définitifs — car l'essai ne devrait pas se terminer avant la fin de 2022 — et n'avaient pas été revus par des pairs, ni publiés dans une revue médicale. À la mi-novembre 2020, les spécialistes ignorent si le vaccin candidat de Moderna est sûr ou efficace chez les personnes de moins de dix-huit ans, combien de temps il assure l'immunité, s'il nécessite une dose de rappel ou s'il est efficace chez les personnes de couleur.
Les nouvelles de Moderna suivaient les résultats préliminaires du candidat vaccin Pfizer-BioNTech, BNT162b2, démontrant une efficacité similaire à celle de Moderna ; mais la où Moderna nécessite un stockage à la température d'un réfrigérateur médical standard de 2 °C, le candidat Pfizer nécessite un stockage en congélateur ultra-froid (en) à −70 °C.

## Entreprises ne recevant pas de financement de recherche

### Pfizer-BioNTech
Le partenariat Pfizer-BioNTech ne reçut pas de financement gouvernemental pour la recherche.
L'opération Warp Speed passa commande d'achat anticipé de deux milliards de dollars avec Pfizer pour fabriquer cent millions de doses d'un vaccin Covid-19 à utiliser aux États-Unis lorsque le vaccin s'avérerait sûr, efficace, autorisé notamment par la Food and Drug Administration,,.
Le 9 novembre, le partenariat Pfizer-BioNTech annonça les premiers résultats positifs de son essai de phase III du vaccin candidat BNT162b2.
Pfizer d'abord déclara qu'elle ne participait pas à l'opération Warp Speed parce qu'elle n'acceptait pas les fonds des contribuables pour la recherche et le développement. La Maison-Blanche affirma que la commande anticipée du gouvernement pour cent millions de doses de vaccin faisait de Pfizer un participant. Les experts offrirent des explications nuancées sur le niveau de participation de Pfizer à l'opération Warp Speed.
Les représentants de l'entreprise déclarèrent que « l'entreprise fait partie de l'opération Warp Speed en tant que fournisseur d'un vaccin potentiel contre le coronavirus »,, et que « Pfizer est fière d'être l'un des fabricants de vaccins participant à l'opération Warp Speed en tant que fournisseur d'un vaccin potentiel contre la Covid-19 », ? Un porte-parole de Pfizer, cependant, précisa qu'ils n'avaient « pas pris de fonds fédéraux pour la R&D »,.
Le PDG de Pfizer, Albert Bourla, expliqua qu'il avait décidé de ne pas prendre le financement de Warp Speed pour le développement du vaccin, « parce qu'il voulait libérer ses scientifiques de toute bureaucratie qui vient avec l'obligation de donner des rapports et de convenir de la façon dont l'argent sera dépensé »,

### Novavax
En juillet, Operation Warp Speed accepta de payer 1,6 milliard de dollars à Novavax pour produire cent millions de doses de son candidat vaccin si les essais cliniques aboutissaient.
D'autres entreprises ne furent pas financées pour les efforts de développement, mais reçurent des promesses de fonds pour fabriquer et distribuer un futur vaccin, en cas de succès.

## Critique

### Chronologie
Les objectifs du projet visant à développer, fabriquer et distribuer des centaines de millions de doses de vaccin contre la Covid-19 d'ici la fin de 2020 furent jugés irréalistes, puisqu'il faut normalement des années ou des décennies pour s'assurer que le vaccin choisi ne sera pas toxique et aura une efficacité adéquate,,. La plupart des infections virales n'ont pas de vaccin parce que la technologie du vaccin a échoué dans les essais cliniques de stade précoce. Étant donné que de nombreux vaccins provoquent des effets secondaires, tels que des douleurs au point d'injection, des maux de tête et symptômes de grippe, les tests de sécurité nécessitent des années d'observation chez des milliers de participants aux essais cliniques.
De même, il faut suffisamment de temps — un an ou généralement plusieurs années — pour être certain qu'un vaccin ait une efficacité durable tant que le virus demeure pandémique,,. Pour ces raisons, malgré de nombreuses tentatives de recherche antérieures pour produire des vaccins sûrs et efficaces contre les coronavirus, tels que le SRAS et le MERS, tous les candidats vaccins contre les infections à coronavirus ont échoué au cours de la recherche clinique et aucun vaccin n'existe pour prévenir toute infection à coronavirus. Pour se préparer à la fabrication et à la distribution, Operation Warp Speed dépensera des ressources et du financement avant que les résultats en matière d'innocuité et d'efficacité des vaccins candidats ne soient connus, gaspillant éventuellement des doses de vaccin et de l'argent.
Finalement, AstraZeneca a bien fourni un vaccin avant la fin de l'année 2020.

### Concurrence
Il est possible qu'Operation Warp Speed consacre des efforts et des financements en concurrence directe avec des sociétés de vaccins américaines cotées en bourse déjà pleinement engagées et financées pour le développement. Il est également possible qu'un milliard de dollars ou plus soit dépensé uniquement pour les efforts américains ou pour une alternative précise, comme investir dans un autre vaccin potentiel comme le candidat d'AstraZeneca pour lequel les États-Unis ont déjà payé US$1 milliard de dollars en mai 2020 pour recevoir 300 millions de doses à usage américain, si AstraZeneca réussit à démontrer son innocuité et son efficacité au-delà de son statut d'essai précoce de phase I-II en mai.
Warp Speed ne s'associera pas avec les organisations chinoises de développement de vaccins, ni avec l'Organisation mondiale de la santé (OMS), la Coalition for Epidemic Preparedness Innovations, ou la Commission européenne, qui coordonnent et financent des programmes internationaux pour le développement de vaccins multiples, ayant collecté huit milliards de dollars de partenaires internationaux le 4 mai pour une réponse mondiale contre le coronavirus. Le gouvernement américain choisit de ne pas inclure l'opération Warp Speed dans le cadre de test international Solidarity Trial sur le développement de vaccins, organisé par l'OMS.

### Réticence à la vaccination
Il est à craindre que le nom et le calendrier raccourci prévu de l'Operation Warp Speed ne puissent encourager le mouvement anti-vaccination, un expert déclarant « qu'il ne voyait pas de chemin par lequel il pourrait collecter suffisamment de données d'efficacité et de sécurité d'ici la fin de l'année »,. L'incapacité du public à faire confiance à un nouveau vaccin et le refus de la vaccination est un problème de santé mondial appelé « réticence à la vaccination », qui augmente le risque de propagation du virus, ce qui pourrait entraîner des flambées d'infections à la Covid-19 dans le courant de 2020-2021. Une enquête de septembre 2020 révéla que la moitié des adultes américains interrogés ont déclaré qu'ils n'accepteraient pas un vaccin s'il était disponible à ce moment-là, et les trois quarts ont exprimé des inquiétudes quant à la vitesse de la mise au point du vaccin et craignent qu'un vaccin ne soit homologué avant que son innocuité et son efficacité ne soient entièrement validées.

### Neutralité de la direction
Le chef du projet Operation Warp Speed, Moncef Slaoui, avait été membre du conseil d'administration du développeur américain de vaccins, Moderna, et céda ses actions Moderna, pour un gain personnel potentiel de dix millions de dollars, soulevant des questions sur sa neutralité dans le jugement du vaccin candidat. Bien que Slaoui ait démissionné du conseil d'administration de Moderna lorsqu'il a été nommé à la tête de Warp Speed, la valeur de sa part dans l'action Moderna a augmenté de trois millions de dollars en un jour lorsque Moderna a annoncé une avancée dans la recherche clinique sur les vaccins.

### Allégations exagérées de certaines entreprises impliquées
Les actionnaires poursuivirent Inovio, affirmant que la société avait exagéré les preuves de l'efficacité de son vaccin contre le coronavirus afin d'augmenter le cours de son action.
Un recours collectif fut déposé contre Vaxart devant le tribunal de district des États-Unis du nord de la Californie pour fraude présumée en matière de valeurs mobilières, préoccupation également rapportée dans la presse.

### Citations originales
1. ↑  (en) « efforts to fund potentially dangerous drugs promoted by those with political connections »
2. ↑  (en) « spent less than $1 billion to support the development and manufacturing of three monoclonal antibody treatments, versus almost $10 billion on six vaccines »
3. ↑  (en) « the company is part of Operation Warp Speed as a supplier of a potential coronavirus vaccine »
4. ↑  (en) « Pfizer is proud to be one of various vaccine manufacturers participating in Operation Warp Speed as a supplier of a potential COVID-19 vaccine »
5. ↑  (en) « not taken federal money for R&D »
6. ↑  (en) « because I wanted to liberate our scientists [from] any bureaucracy that comes with having to give reports and agree how we are going to spend the money in parallel or together »
7. ↑  (en) « I don’t see a path by which you can collect enough efficacy and safety data by the end of the year »